# Héctor J. Velázquez
Héctor Jorge Velázquez (San Ignacio, 29 de abril de 1939) es un empresario y político argentino de la Unión Cívica Radical que se desempeñó como senador nacional por la provincia de Misiones entre 1983 y 1992.

## Biografía
Nació en San Ignacio (Misiones) en 1939. De ocupación empresario, en política comenzó a militar en la Unión Cívica Radical (UCR) en la década de 1950.
En el ámbito partidario, fue fundador de un ateneo radical de estudiantes de nivel secundario en la provincia de Misiones, presidente de la Juventud Radical de Misiones en 1960, fundador de la Juventud Radical a nivel nacional, secretario del comité provincial y delegado al Comité Nacional.
Entre 1963 y 1966 fue secretario del gobernador Mario Losada y entre 1973 y 1974 y, luego, de 1975 a 1976, integró la Cámara de Representantes de la Provincia de Misiones.
En las elecciones al Senado de 1983, fue elegido senador nacional por Misiones, completando su mandato hasta 1992. Antes de su elección como senador, había sido candidato a diputado nacional en las elecciones legislativas de 1983.
En el Senado, fue vicepresidente del bloque de senadores radicales; presidente de la comisión de Vivienda; vicepresidente de la comisión de Economías Regionales; secretario de la comisión de Asuntos Constitucionales e integró como vocal las comisiones de Defensa Nacional; de Energía; de Minería; de Trabajo y Previsión Social; y de Comunicaciones. Junto con los senadores Fernando de la Rúa (Capital Federal), Luis León (Chaco), Faustino Mazzucco (Río Negro) y Humberto C. Sigal (Chubut), integró la autoría de un proyecto de ley sobre política indígena y apoyo a las comunidades aborígenes presentado en 1984 y sancionado como ley con el número 23.302.